# 情熱 (TUBEの曲)
「情熱」（じょうねつ）は、日本のバンドTUBEの24枚目のシングルである。1997年5月21日発売。発売元はソニー・ミュージックレコーズ。

## 概要
- 前作から1年ぶりとなるシングル。
- コロナの「エアコン」CMソングとしても使用されたが、使用にあたっては商品のイメージに合わせてオリジナルのものとは別の歌詞にしていた（歌唱は前田本人）。
- カップリング曲の「Born in Japan」は同年発売のアルバム『Bravo!』ではアルバムパージョンとして収録されており、オリジナルバージョンは現在もアルバム未収録で配信も行われていない。

## 収録曲
| 全作詞: 前田亘輝、全作曲: 春畑道哉、全編曲: TUBE。 |                             |          |            |      |
| #                                                  | タイトル                    | 作詞     | 作曲・編曲 | 時間 |
| 1.                                                 | 「情熱」                    | 前田亘輝 | 春畑道哉   | 5:05 |
| 2.                                                 | 「Born in Japan」           | 前田亘輝 | 春畑道哉   | 3:48 |
| 3.                                                 | 「情熱 (Original Karaoke)」 | 前田亘輝 | 春畑道哉   | 5:05 |
| 合計時間:                                          | 合計時間:                   | 13:58    |            |      |

## 収録アルバム
- Bravo! (#1,2、#2はextended surf mix)
- ビーチ・サイドのラブ・ストーリー 〜'98summer〜 (#1)
- TUBEst III (#1)
- All Singles TUBEst -Blue- (#1)

## タイアップ
情熱
- コロナ「エアコン」CMソング

Born in Japan
- フジテレビ系「プロ野球ニュース」テーマソング

## 参加ミュージシャン
- 沓野行秀(Riding)：パーカッション
- 斉藤ノブ：パーカッション
- 中西康晴：ピアノ
- 安井源之新：パーカッション
- 三島一洋：パーカッション
- ロバート・グリニッジ：スチール・ドラム